# 다네가시마 우주 센터

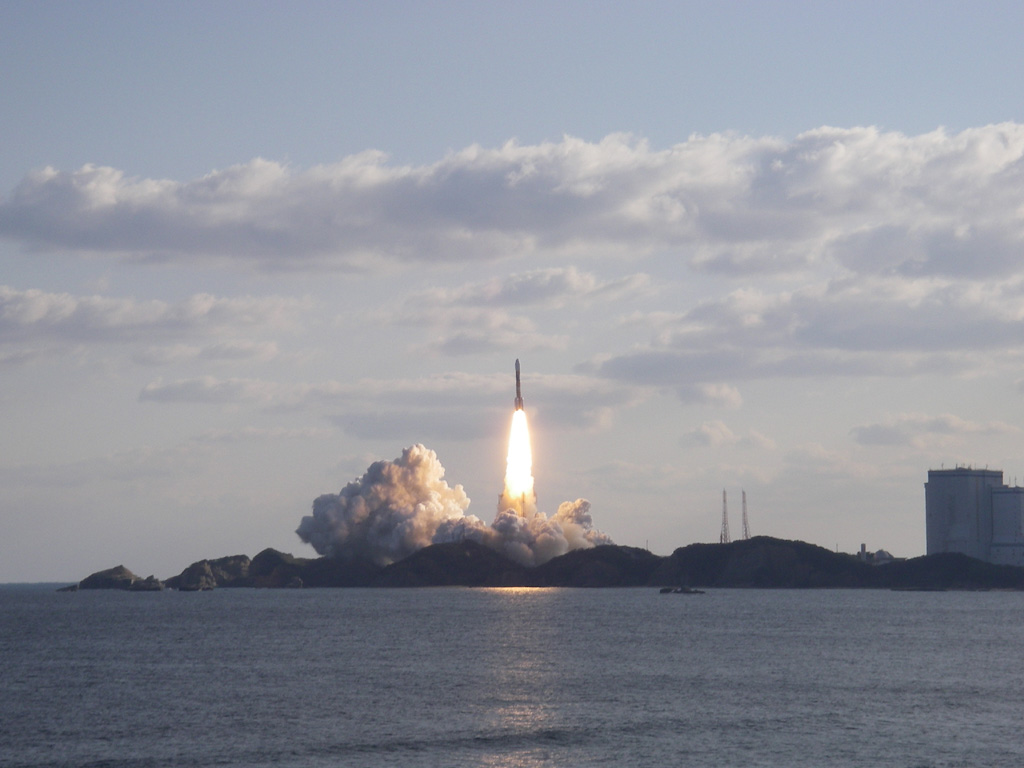
H-IIA F11 로켓이 다네가시마 우주 센터에서 발사되고 있다.

다네가시마 우주 센터(일본어: 種子島宇宙センター, 영어: Tanegashima Space Center, TNSC)는 로켓 발사장이 있는 우주 센터로 일본 가고시마현 다네가 섬에 있는 미나미타네정에 있다.

## 개요
1969년 10월 우주항공연구개발기구(JAXA)의 전신인 우주개발사업단(NASDA)의 설립시에 건설되었다. 기지 면적은 8.64km2이며, 현재 JAXA가 관리하고 있다. 일본의 상업용 인공위성과 로켓등은 모두 이 곳에서 발사된다. 태평양 쪽에 있는 다네가 섬의 남쪽 미나미타네정의 다케사키와 요시노부사키에 둘러싸인 만에 있는 곶 등지에 시설이 흩어져 있으며, 로켓발사대는 3곳이 있다. 또한 우주관측소도 몇 군데에 설치되어 있다.

## 시설현황
- 요시노부 발사장: 대형 위성 발사장으로 2개의 발사대(JAXA용어로 사점(射點))와 관련시설로 이루어진다. H-II의 개발에 따라 기존시설만으로는 부족했기 때문에 새로 지었다. 현재는 H-IIA를 쏘아올리는데 쓰인다.
- 오자키 발사장: 중형위성 발사장으로 H-I까지의 주력로켓과 J-I로켓의 발사에 쓰였다. GX로켓도 이곳에서 발사할 예정이다.
- 다케사키 발사장: 소형 로켓 발사장으로 우주실험용 로켓인 TR-IA시리즈의 발사에 주로 쓰였다.